# Franciszek Zawisza

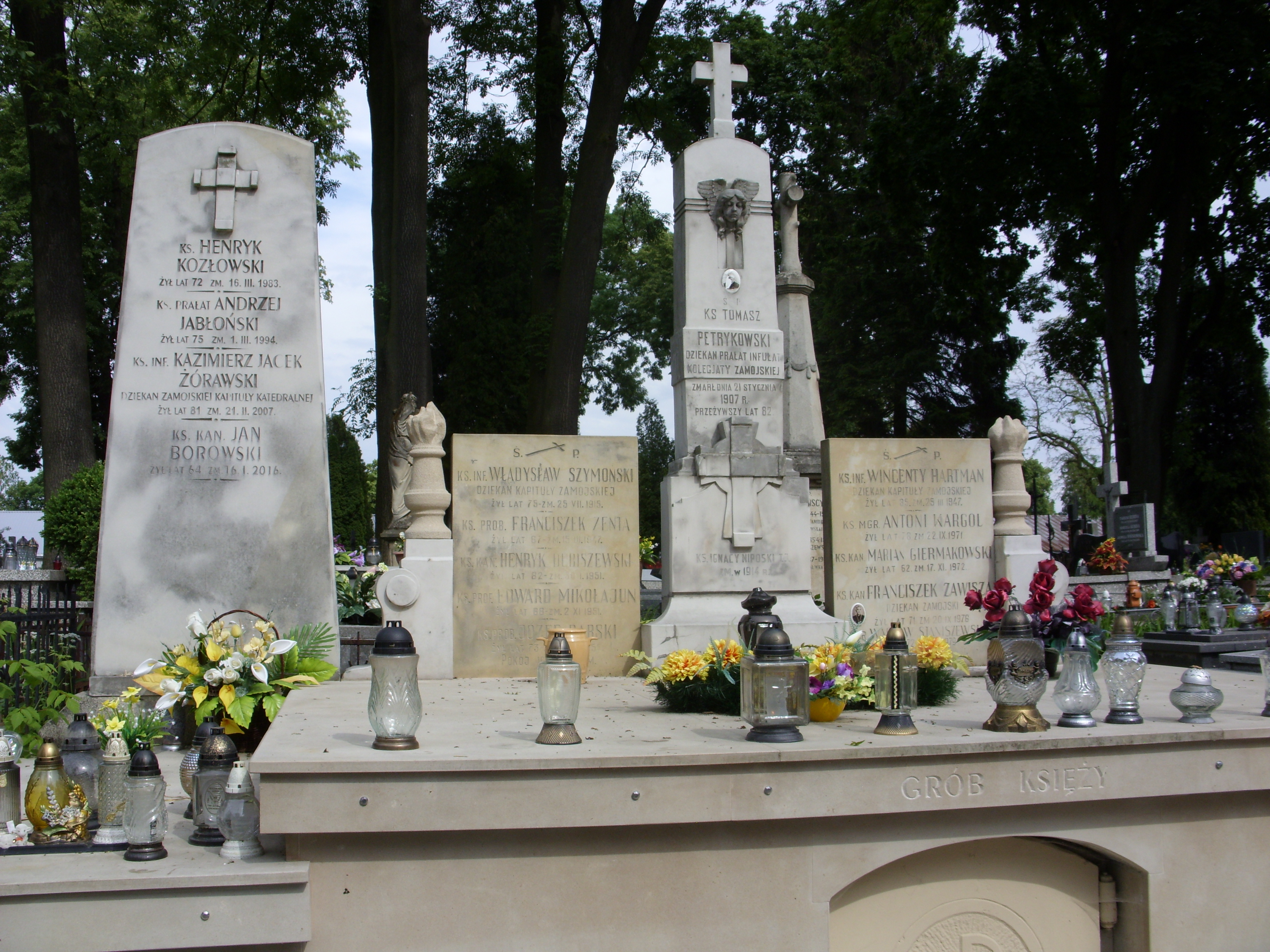
Grób Księży na cmentarzu w Zamościu ul. Peowiaków

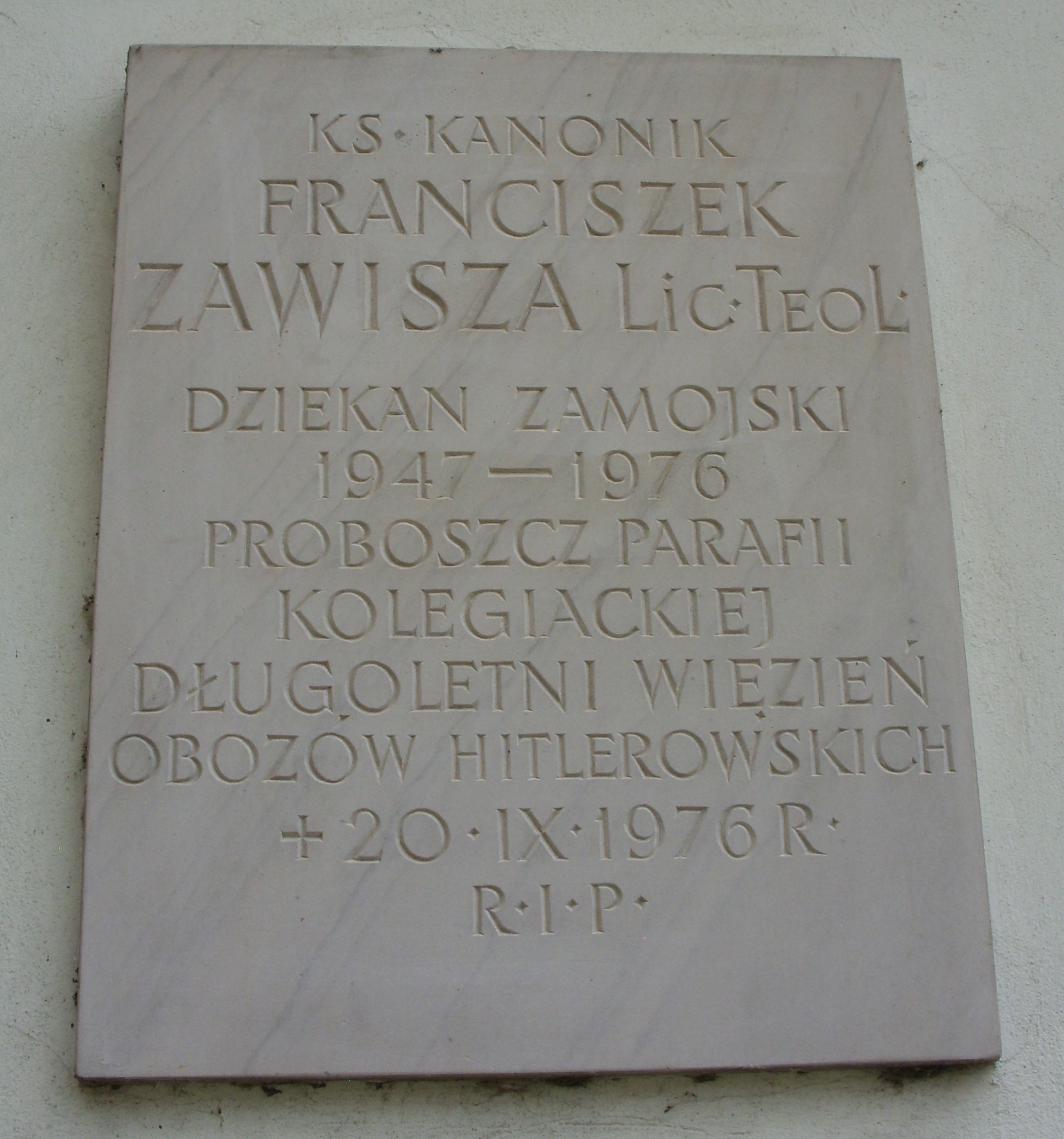
Tablica ks. kanonik Franciszek Zawisza

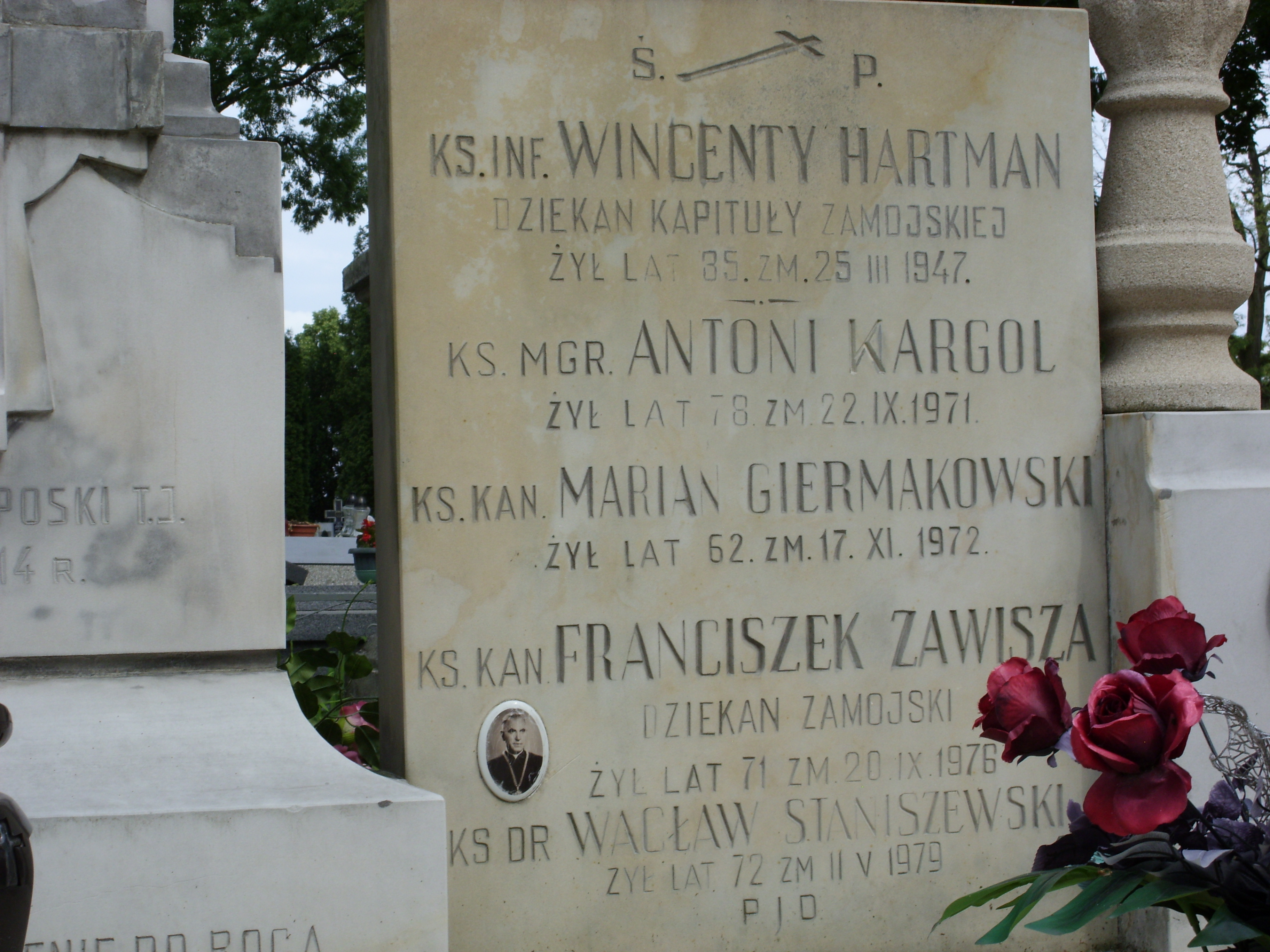
Tablica na grobie księży w Zamościu ul. Peowiaków

Franciszek Zawisza (ur. 8 stycznia 1905 w Dąbrówce Warszawskiej k. Radomia, zm. 20 września 1976 w Zamościu) – polski ksiądz, kanonik, dziekan, proboszcz kolegiaty zamojskiej, działacz niepodległościowy, społeczny i kombatancki. Więzień niemieckich obozów koncentracyjnych KL Dachau i Oranienburg (KL).

## Życiorys
Urodził się w Dąbrówce Warszawskiej w powiecie radomskim, obecnie w gminie Wierzbica. Był piątym z sześciorga dzieci Jana i Julianny z Dziurzyńskich. Jego ojciec zmarł w 1912. Dom rodzinny Zawiszów i wszystkie zabudowania zostały spalone w wyniku I wojny światowej. Szkołę powszechną ukończył w Radomiu. W 1926 zdał maturę w gimnazjum biskupim w Lublinie, a następnie wstąpił do seminarium. Uzyskał tytuł licencjata teologii Katolickiego Uniwersytetu Lubelskiego. Święcenia kapłańskie otrzymał 21 czerwca 1931 z rąk biskupa lubelskiego Mariana Fulmana. Od 1934 był wikarym w kolegiacie zamojskiej. W latach 1938–1939 zajmował się budową kościoła Świętego Krzyża w Zamościu. Był nauczycielem religii w szkole podstawowej nr 3, w szkole rolniczej i rzemieślniczej. Prowadził też działalność społeczno-kulturalną. W 1936 zorganizował koncert Feliksa Nowowiejskiego w Zamościu.

### II wojna światowa i okupacja niemiecka
Po wybuchu II wojny światowej udał się jako kapelan rezerwy do Lublina po rozkazy. 11 września 1939 przybył z powrotem do Zamościa. Uniknął aresztowania przez wojska sowieckie. Na początku września 1939 uczestniczył z ks. dr. Wacławem Staniszewskim w ratowaniu i ukryciu obrazu Jana Matejki Hołd pruski w kościele św. Katarzyny w Zamościu i skarbów biblioteki seminarium w Pelplinie przed Niemcami. Był kapelanem szpitala polowego w Zamościu. Uczestniczył w pracach komitetu pomocy rannym żołnierzom polskim. W 1939 okupanci niemieccy wyznaczyli go na zakładnika.

### Uwięzienie w obozach koncentracyjnych
W czerwcu 1940 uwięziony został w obozie Gestapo Rotunda Zamojska. Przewieziony następnie do więzienia niemieckiego SS na Zamku Lubelskim. Kolejno był więźniem obozów niemieckich Sachsenhausen od 1 lipca 1940 do 13 grudnia 1940. Następnie w obozie KL Dachau (numer 26760) od 14 grudnia 1940 do 29 kwietnia 1945, do wyzwolenia obozu przez wojska amerykańskie. Przebywał tam 4 lata i 4,5 miesiąca. Dzielił podobny los z księżmi związanymi z Zamościem – ks. Wacławem Staniszewskim i ks. Franciszkiem Trochonowiczem.

### Działalność po zakończeniu wojny
W lipcu 1945 powrócił do Zamościa i został administratorem kolegiaty zamojskiej. W 1947 biskup lubelski ks. Stefan Wyszyński mianował go proboszczem parafii kolegiackiej i dziekanem zamojskim. Współtworzył dwie parafie miejskie. Prowadził działalność charytatywną. W 1946 roku otworzył kuchnię dla ubogich i świetlicę. Prowadził odbudowę i remonty kolegiaty zamojskiej. W obecności dużej grupy biskupów odczytał akt koronacyjny obrazu Matki Bożej Krasnobrodzkiej.
Był członkiem ZBoWiD i Związku byłych Więźniów Politycznych Więzień i Obozów koncentracyjnych (również przez krótko wiceprezesem) oraz prezesem koła Towarzystwa Miłosierdzia Caritas oraz członkiem Chrześcijańskiej Spółdzielni „Skóra – Konfekcja – Manufaktura”.
W 1974 zorganizował w Zamościu spotkanie kapłanów – byłych więźniów niemieckiego obozu koncentracyjnego KL Dachau.

Zmarł 20 września 1976. W pogrzebie uczestniczył biskup Edmund Ilcewicz, 20 kanoników, 262 księży i kilkanaście tysięcy wiernych. W czasie pogrzebu odczytano przejmujący list – Testament ks. Franciszka Zawiszy, napisany 7 lat wcześniej z prośbą o przebaczenie: 

jeżeli kiedyś z jakiegoś powodu nie byłem w stanie pomóc komuś. ks. Franciszek Zawisza

.
Pochowany został na cmentarzu parafialnym przy ulicy Peowiaków w Zamościu w „Grobowcu Księży”, którego był inicjatorem i budowniczym.

## Ordery i odznaczenia
- Krzyż Kawalerski Orderu Odrodzenia Polski[1]

## Upamiętnienie
Jedna z ulic Zamościa nosi imię ks. Franciszka Zawiszy.